# Chantal (księżna Hanoweru)
Chantal, księżna Hanoweru z domu Hochuli (Chantal Hochuli, ur. 2 czerwca 1955 w Zurychu), w latach 1981–1997 członkini hanowerskiej rodziny książęcej i księżna Hanoweru jako pierwsza żona księcia Ernesta Augusta V, szwajcarska dziedziczka firm produkujących czekoladę.

## Powiązania rodzinne
Urodziła się 2 czerwca 1955 roku w Zurychu. Jest córką Johanna Gustava Hochuli i jego żony, Rosmarie Lembeck (ur. 8 kwietnia 1921). Jej ojciec jest właścicielem firmy, produkującej szwajcarską czekoladę i architektem.

## Życie prywatne
24 sierpnia 1981 Ernest August IV, książę Hanoweru i głowa dynastii hanowerskiej wydał specjalną deklarację, w której pozwolił na ślub swojego syna, księcia Ernesta Augusta, z kobietą pochodzącą z ludu i co więcej - uznawał to małżeństwo za dynastyczne. Chantal Hochuli wzięła cywilny ślub z księciem 28 sierpnia 1981, a kościelny 30 sierpnia. Została pierwszą spoza arystokracji kobietą, która została dynastyczną żoną członka rodziny hanowerskiej.
Książę Ernest August jest potomkiem królowej Wiktorii, króla Krystiana IX i cesarzy niemieckich, a przez to spokrewniony jest ze wszystkimi rodzinami królewskimi w Europie. W jego zaślubinach z Hochuli uczestniczyli między innymi: z dynastii hanowerskiej książę Ernest August IV i jego żona, księżna Monika, książę Jerzy Wilhelm i księżna Zofia (siostra Filipa, księcia Edynburga), książę Ludwik Rudolf, księżniczka Maria Wiktoria, księżniczka Olga Zofia, księżniczka Aleksandra Irena, książę Henryk Juliusz, książę Jerzy i księżna Wiktoria; a także: Zofia, królowa Hiszpanii, książę Paweł z Grecji i Danii, książę Mikołaj z Grecji, księżniczka Aleksja z Grecji, Filip, książę Asturii, infantka Helena z Hiszpanii i infantka Krystyna z Hiszpanii.
Ślub cywilny pary miał miejsce w Pattensen, natomiast religijny w Zamku Marienburg w Dolnej Saksonii.
Chantal Hochuli otrzymała po ślubie oficjalny tytuł Jej Królewska Wysokość Księżna Chantal z Hanoweru, księżna Brunszwiku-Lüneburg, natomiast po śmierci teścia w 1987 jej tytuł zmienił się na Jej Królewska Wysokość Księżna Hanoweru. Tytuły arystokratyczne zostały jednak w Niemczech zlikwidowane w 1919 roku, mają więc one znaczenie jedynie historyczne.
Para książęca dzieliła swoje życie pomiędzy domy w Monachium i Londynie.
19 lipca 1983 w Londynie księżna urodziła pierwszego syna pary i przyszłego dziedzica tytułu księcia Hanoweru. Chłopiec otrzymał imiona Ernest August Andrzej Filip Konstantyn Maksymilian Rolf Stefan Ludwik Rudolf i znany jest jako książę Ernest August z Hanoweru. Został ochrzczony 15 października 1983 w Zamku Marienburg.
Drugi syn pary, książę Krystian Henryk Klemens Paweł Franciszek Piotr Welf Wilhelm Ernest Fryderyk Franz urodził się w Londynie dnia 1 czerwca 1985. Został ochrzczony 14 lipca w Zamku Marienburg, a imiona otrzymał po wszystkich swoich ojcach chrzestnych.
Dzieci Chantal i Ernesta Augusta VI zostały wpisane do linii sukcesji brytyjskiego tronu i wychowane są w wierze protestanckiej.
Około 1990 roku księżna Chantal przedstawiła swojemu mężowi własną przyjaciółkę, księżniczkę Karolinę z Monako, córkę księcia Rainiera III i księżnej Grace. Karolina kilka miesięcy wcześniej owdowiała, gdy jej drugi mąż, Stefan Casiraghi, zginął w wypadku łodzi motorowych, osieracając troje ich wspólnych dzieci. Pierwsze małżeństwo monakijskiej księżniczki, zawarte w kościele katolickim, zostało w 1992 unieważnione.
Ernest August i Karolina znali się już wcześniej. W latach siedemdziesiątych hanowerski książę był głównym faworytem księżnej Grace do ręki jej najstarszej córki, księżniczka jednak odrzuciła jego zaloty. Para rozpoczęła romans około 1995 roku.
W 1996 prasa niemiecka coraz intensywniej rozpisywała się na temat kłopotów w małżeństwie księżnej i księcia Hanoweru, spowodowanych głównie kolejnymi romansami księcia i jego jawną zażyłością z księżniczką Karoliną. Księżna Hanoweru o niewierności męża dowiedziała się z gazet i złożyła pozew o rozwód na początku marca w Londynie. Brak dyskrecji w jego kontaktach z innymi kobietami kosztował księcia Ernesta około 160 milionów dolarów, które stracił wskutek rozwodu.
Księżna i książę Hanoweru uzyskali rozwód we wrześniu 1997. Kobieta zachowała swój tytuł w nieco zmienionej formie: Chantal, księżna Hanoweru. W styczniu 1999 Ernest August poślubił księżniczkę Karolinę (i stracił miejsce w liście sukcesji do tronu brytyjskiego, ponieważ jego żoną została katoliczka), w lipcu urodziła się ich córka księżniczka Aleksandra, a od 2009 pozostają w separacji.
Po rozwodzie z księciem Hochuli przez krótki czas była w relacji z hrabią Charlesem Spencer, młodszym bratem księżnej Diany.
8 sierpnia 2016 Pałac Książęcy ogłosił zaręczyny jej starszego syna, księcia Ernesta Augusta, z Jekatieriną Małyszewą, pochodzącą z Rosji, a wychowaną w Czechach projektantką mody. 8 lipca 2017 para zawarła związek małżeński w wierze luterańskiej w Marktkirche w Hanowerze. 22 lutego 2018 w Hanowerze urodziło się ich pierwsze dziecko, księżniczka Elżbieta Tatiana Maksymiliana Jakobella Faiza z Hanoweru, a w październiku poinformowano o kolejnej ciąży dziedzicznej księżnej Hanoweru.
W kwietniu 2017 ogłoszono zaręczyny jej młodszego syna, księcia Krystiana, z Aleksandrą de Ossmą. 26 listopada para zawarła cywilny związek małżeński w Londynie w obecności członków najbliższej rodziny. 16 marca 2018 miała miejsce religijna ceremonia zaślubin w Limie, w ojczyźnie panny młodej.
Księżna Chantal związana była z Nicholasem Scott, ale mężczyzna zmarł 3 maja 2017.

## Członkini rodziny książęcej
W kwietniu 2003 księżna Chantal była gościem ceremonii zaślubin pomiędzy księciem Wawrzyńcem z Belgii i Claire Coombs. Towarzyszył jej tam książę Alessandro Ruffo di Calabria, bratanek Paoli, królowej Belgów. Mężczyzna był rozwiedziony z księżniczką Matyldą, córką Amadeusza, księcia Aosty.
12 października 2018 uczestniczyła w zaślubinach księżniczki Eugenii z Yorku z Jackiem Brooksbankiem w Kaplicy Świętego Jerzego na Zamku Windsor.

## Genealogia

### Potomkowie
| Dzieci                                  | Wnuki                                   | Prawnuki |
| książę Ernest August z Hanoweru (1983-) | księżniczka Elżbieta z Hanoweru (2018-) |          |
| książę Krystian z Hanoweru (1985-)      |                                         |          |

## Tytuły
| Od                   | do                   | Tytuł                                  |
| 2 czerwca 1955       | 28 sierpnia 1981     | Panna Chantal Hochuli                  |
| 28 sierpnia 1981     | 23 października 1997 | Jej Książęca Wysokość Księżna Hanoweru |
| 23 października 1997 | nadal                | Chantal, księżna Hanoweru              |